# Medicina (singolo)
Medicina è un singolo della cantante brasiliana Anitta, pubblicato il 20 luglio 2018.

## Video musicale
Il video musicale, reso disponibile concomitanza con l'uscita del brano, è stato diretto da 36 Grados e girato in sei paesi, tra cui Colombia, India, Stati Uniti e Sudafrica, e si è aggiudicato il Latin American Music Award per il Video dell'anno.

## Tracce
Testi e musiche di Larissa Machado, Mauricio Montaner, Jon Leone, Mario Cáceres e Andy Clay.
1. Medicina – 2:21

## Formazione
- Anitta – voce
- Jon Leone – produzione

## Classifiche

### Classifiche settimanali
| Classifica (2018) | Posizione massima |
| ----------------- | ----------------- |
| Argentina         | 42                |
| Brasile           | 27                |
| Portogallo        | 15                |

### Classifiche di fine anno
| Classifica (2018) | Posizione |
| ----------------- | --------- |
| Brasile           | 49        |